# Greffe de cheveux
 (septembre 2008).
Si vous disposez d'ouvrages ou d'articles de référence ou si vous connaissez des sites web de qualité traitant du thème abordé ici, merci de compléter l'article en donnant les références utiles à sa vérifiabilité et en les liant à la section « Notes et références ».

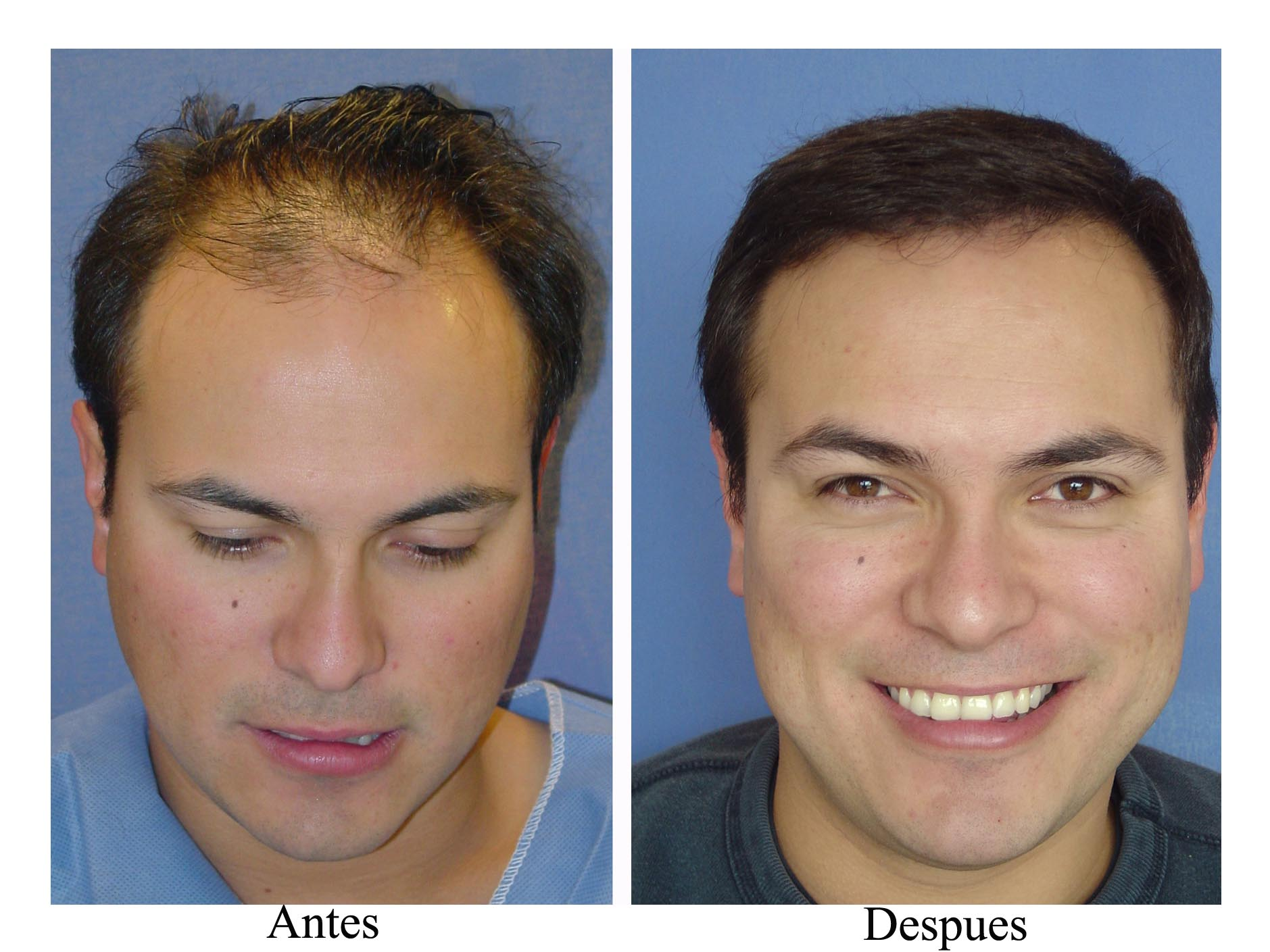
Photo avant et après d'une greffe de cheveux.

La greffe de cheveux ou transplantation capillaire, est une technique d'implantation de cheveux dans le cuir chevelu, consistant en une redistribution du capital capillaire du patient, de la zone donneuse (occiput, pariétale et temporale) à la zone receveuse. 
Il existe deux techniques principales d'extraction : la FUE (follicular unit extraction), et la FUT (follicular unit transplantation, dite aussi technique de la "bandelette"). 
L'implantation des greffons se fait principalement par pré-incisions, ou par implantation directe avec un stylo de Choï. 

## Introduction
La greffe de cheveux est une intervention chirurgicale esthétique visant à déplacer des follicules pileux d'une zone donneuse du corps vers une zone dégarnie ou glabre du cuir chevelu. Principalement utilisée pour traiter la calvitie chez les hommes et les femmes (alopécie androgénique), elle s'effectue selon deux techniques principales : la transplantation d'unités folliculaires (FUT) et l'extraction d'unités folliculaires (FUE). Le marché mondial de la greffe de cheveux était évalué à 2 605,2 millions de dollars américains en 2023 et devrait atteindre 3 952,3 millions de dollars américains d'ici 2030, avec un taux de croissance annuel composé (TCAC) de 5,7 % sur la période de prévision 2024-2030

### Historique
L’utilisation de microgreffons de cheveux remonte à 1943, où la technique est décrite au Japon, par le docteur Tamura[précision nécessaire] qui transplante avec succès des cheveux sur le pubis[réf. nécessaire]. Certains parlent aussi du docteur Okuda[précision nécessaire] en 1930[réf. nécessaire]. En 1950, à New York, le docteur Norman Orentreich popularise la méthode de transplantation de cheveux par prélèvement de greffons chevelus de 4 mm. Il décrit alors le concept de l’aire dominante qui est la clef de la réussite de la transplantation capillaire. Ce principe est basé sur le fait que les cheveux de la zone occipitale ne sont pas sensibles à l’action de la testostérone qui provoque l’alopécie androgénique sur les golfs[précision nécessaire] et la zone frontale et le vertex. Chaque cheveu a sa propre expression génétique, celle-ci est préservée lorsque l’unité folliculaire occipitale est transplantée sur la zone receveuse, et les cheveux transplantés continuent de pousser avec les caractéristiques de longévité de la zone donneuse. Ce n’est qu’en 1991, au Brésil, que le docteur Uebel[précision nécessaire], considéré comme le père de la transplantation de cheveux moderne, rapporte l’utilisation des minigreffes et microgreffes pour recouvrir la totalité d’une surface chauve, transplantant plus de 1 000 greffons en une seule séance.
La première et donc la plus ancienne greffe de cheveux réalisée dates des années 1930. La paternité en est attribuée à un dermatologue japonais.

### Indications
La technique des microgreffes concerne, dans la grande majorité des cas, des patients atteints d’alopécie androgénique — 90 % des alopécies —, elle est également une excellente indication pour les alopécies cicatricielles, traumatiques, accidentelles ou post-chirurgicales. Les alopécies dites androgéniques chez la femme représentent une excellente indication également : la greffe de cheveux chez la femme permet de déverrouiller une situation chronique en apportant de façon spectaculaire une masse de cheveux dans la région fronto-paretale

### Micro-transplantation d’unités folliculaires
La micro-transplantation d’unités folliculaires est aujourd’hui le gold standard de la greffe de cheveux. Une unité folliculaire représente un groupement de cheveux, assemblés entre eux naturellement dans le cuir chevelu en petits paquets, pouvant contenir de un à quatre cheveux. Transplanter les cheveux prélevés en respectant cette disposition anatomique permet une bien meilleure survie des greffons et également un excellent résultat esthétique, le plus proche possible du naturel. Les familles de 1 à 2 cheveux seront placées à l'avant et les familles de 3 à 4 cheveux seront placées à l'arrière pour respecter l'agencement capillaire naturel. Les cheveux seront réimplantés en respectant l'orientation naturelle à 45 degrés d'inclinaison.
L'intervention comporte deux étapes, le prélèvement et l'implantation. Le prélèvement peut être manuel ou semi automatisé à l'aide d'un robot. L'implantation est généralement manuelle et consiste à insérer les follicules dans des petits orifices à l'aide d'une aiguille.

### Évolutivité chronique de l’alopécie androgénétique (AAG)
L’AAG évolue tout au long de la vie, et elle n’est pas prévisible à long terme. La règle d’or est donc d’anticiper le scénario le plus grave pour chaque patient. Il faut obligatoirement établir une stratégie opératoire sur le court et le long terme. L’information la plus précise est donnée au patient et est orientée en insistant particulièrement sur la description détaillée de l’évolution naturelle de l’alopécie androgénique.

### Douleur
L’intervention ambulatoire est parfois douloureuse et est fonction de la sensibilité des patients[réf. nécessaire]. Elle se déroule sous anesthésie locale simple, administrée par des injections d’une solution de lidocaïne, comme pour une anesthésie dentaire. Une crème anesthésiante peut être appliquée avant les injections.

### Résultats
Les cheveux implantés, en général, ne tombent plus car ils sont prélevés sur cette zone occipitale. Les résultats de repousse se voient au bout de 6 mois, mais les résultats définitifs ne seront visibles qu'au bout d'un an.

### Faire un diagnostic précis du problème capillaire
Il s’agit tout d’abord de déterminer l’origine de la chute de cheveux. Le plus souvent, il s’agit d’une alopécie androgénique, mais il faut aussi savoir détecter d’autres causes de l’alopécie : une maladie du cuir chevelu ou du cheveu, effluvium télogène chronique, alopécie, pseudo-pelade, trichotillomanie, alopécie triangulaire congénitale, lichen, Lupus érythémateux disséminé, alopécie fibrosante en bande, problème hormonal, maladie métabolique et endocrinienne, anémie, etc. Certains examens biologiques ou histologiques sont demandés afin de préciser le diagnostic.

## Intervention
La technique chirurgicale des implants de cheveux autologues consiste en une intervention qui permet une redistribution du capital chevelu du patient. Une partie des cheveux est prélevée d’une zone dense, habituellement occipitale et/ou temporale, puis implantée sur la zone clairsemée. Les greffes de cheveux ont été réalisées avec des résultats esthétiques appréciables, mais trop souvent remarquables à l’œil nu, avec un aspect décrit en champ de poireaux ou en cheveux de poupées. Outre les mauvais résultats dus à des techniques d’implantation incorrectes, inadaptées, ou parfois mal maîtrisées, les mauvais résultats jusqu’à présent sont, avant tout, le fait de mauvaises indications, qui n’ont pas pris en compte le caractère évolutif à long terme de l’alopécie androgéno-génétique (AAG), en particulier chez les hommes de moins de trente ans, sur une AAG non stabilisée et particulièrement évolutive.
Les techniques ont rapidement évolué depuis les années 1980 et se sont affinées au point de placer sur les zones clairsemées des greffons de plus en plus petits, contenant de un à quatre cheveux, en accord avec le concept de redistribution, exactement comme ils sont distribués naturellement sur le cuir chevelu, permettant un résultat très fin et naturel. La description anatomique des unités folliculaires a été rapportée pour la première fois par Headington[précision nécessaire] en 1984.
De nouvelles techniques repoussent les limites des indications, comme les alopécies chez la femme, où la microgreffe de cheveux permet aujourd’hui de réaliser une augmentation de la masse chevelue sans aucun aspect visible de l'intervention, tout en gardant le côté naturel de la repousse par le respect des groupements d’unités folliculaires.

## Suites opératoires
Des croûtes sont visibles sur les microgreffons pendant 8 à 10 jours. Elles tombent progressivement, et le shampoing est autorisé à partir de 48 heures, pour faciliter et accélérer leur élimination.
L'œdème du front est très fréquent, il apparaît après 48 heures et peut durer 2 à 4 jours. Il est indolore[réf. nécessaire] et disparaît spontanément en descendant du front vers les paupières inférieures qui peuvent parfois être également gonflées, voire echymotiques. Dans le cas de l'utilisation de la technique FUT, une tension due à la suture peut se faire sentir après l’intervention au niveau de la zone de prélèvement. Le fil de suture est retiré après 10 à 15 jours.
Les cheveux implantés poussent dans un premier temps pendant une dizaine de jours avant de tomber. En fait, seules les cellules germinales du bulbe, qui vont produire un nouveau cheveu, restent implantées. Celles-ci donnent naissance à un nouveau cheveu qui repousse définitivement dans un délai de trois à six mois. Ces cheveux sont très fins et reprennent un calibre normal vers le sixième mois après l’intervention.
La reprise de l’activité sociale et professionnelle est possible dès le huitième jour suivant l’intervention. Pour le sport, la piscine, l’exposition au soleil ou les bains de mer, il est conseillé de respecter un délai de trois semaines afin de ne pas solliciter la cicatrice, ni altérer la cicatrisation des greffons.
La sensation d'anesthésie peut durer plusieurs mois et est liée aux centaines de micro–coupures faites dans la zone receveuse.

## Résultats
Dans la technique dite FUT, ou de la bandelette, il subsiste une cicatrice au niveau de la zone donneuse occipitale, elle mesure de 10 à 15 cm et est le plus souvent très fine, d’une largeur de 1 à 3 mm. Elle peut être masquée par les cheveux, avec de la longueur. Une récente technique de suture dite trichophytique permet de refaire pousser les cheveux au travers de cette cicatrice la rendant ainsi totalement indiscernable.
Sur la zone receveuse, les cheveux ne commencent à pousser qu’à partir du troisième mois. Ils sont tout d’abord d’une extrême finesse, comme les cheveux d’un nouveau-né, puis progressivement ils reprennent une taille et un diamètre normaux dans les mois qui suivent.
En fonction de nombreux facteurs comme la taille, la couleur, et la courbure des cheveux, le résultat peut être suffisant après une seule séance. Lorsque la zone receveuse est fortement dégarnie, une deuxième opération reste nécessaire.